# Клишин, Егор Захарович
Егор Захарович Клишин (1919—1945) — старшина Рабоче-крестьянской Красной Армии, участник Великой Отечественной войны, Герой Советского Союза (1945).

## Биография
Родился 6 августа 1919 года в селе Подгорное (ныне — Староюрьевский район Тамбовской области). Проживал в городе Пушкино Московской области, где окончил среднюю школу и работал шофёром на почте. В ноябре 1939 года был призван на службу в Рабоче-крестьянскую Красную Армию. Участвовал в боях советско-финской войны.
С декабря 1941 года — на фронтах Великой Отечественной войны. Участвовал в битве за Кавказ. К январю 1945 года командовал орудием танка «Т-34» 62-й гвардейской танковой бригады 10-го гвардейского танкового корпуса 4-й танковой армии 1-го Украинского фронта. Отличился во время освобождения Польши.
15 января 1945 года танк Клишина, используя рельеф местности, вплотную подобрался ко вражеским позициям и, уничтожив немецкие огневые точки, ворвался в населённый пункт Моравица в 13 километрах к югу от города Кельце и захватил переправу через реку Чарна Нида. Противник был вынужден отступить. 24 января 1945 года танк первым достиг Одера и, истребив боевое охранение моста, не дал его уничтожить. Благодаря этому на западный берег Одера успешно прорвались танковые части. В боях на западном берегу лично уничтожил 7 танков, 16 огневых точек, около 100 вражеских солдат и офицеров.
10 февраля 1945 года погиб в бою. Похоронен в городе Сцинава.
Указом Президиума Верховного Совета СССР от 10 апреля 1945 года за «образцовое выполнение заданий командования и проявленные мужество и героизм в боях с немецкими захватчиками» гвардии старшина Егор Клишин посмертно был удостоен звания Героя Советского Союза. Также был награждён орденами Ленина, Отечественной войны 2-й степени, Красной Звезды.